# ديفيد براون (لاعب كرة قدم)
ديفيد براون (بالإنجليزية: David Brown)‏ (21 أكتوبر 1963 في المملكة المتحدة - ) هو لاعب كرة قدم بريطاني في مركز الدفاع. لعب مع نادي ترانمير روفرز لكرة القدم.